# SN 1996cl
SN 1996cl – supernowa typu Ia odkryta 18 marca 1996 roku w galaktyce A105659-0337. Jej maksymalna jasność wynosiła 23,53m.